# 江之浦漁港
江之浦漁港（えのうらぎょこう）は、神奈川県小田原市にある第1種漁港である。

## 概要
- 管理者 - 小田原市
- 漁業協同組合 - 小田原
- 組合員数 - 109名（2001年（平成13年）12月）
- 漁港番号 - 2110150

## 沿革
- 1951年10月17日 - 第1種漁港に指定

## 主な魚種
- アジ類
- ワカメ
- イワシ
- イサキ
- スミヤキ

## 主な漁業
- 大型定置網漁業
- 小型定置網漁業
- 海面養殖業（藻類）
- 釣り
- 敷き網漁業